# こっち向いて Baby/Yellow
『こっち向いて Baby/Yellow』（こっちむいて ベイビー / イエロー）は、ryo (supercell) とkz (livetune) の両A面で、音声合成ソフト「初音ミク」をボーカルに用いたスプリット・シングル。ゲーム『初音ミク -Project DIVA- 2nd』のタイアップ曲である。2010年7月14日にSOULTAGより発売。
初回限定盤には「こっち向いて Baby」のフルCGアニメーションによるミュージックビデオと、「Yellow」のビデオクリップとコレクターズカードが同梱されている。ジャケットのイラストは宇木敦哉が担当した。

## 収録曲
1. こっち向いて Baby
作詞・作曲・編曲：ryo
2. Yellow
作詞・作曲・編曲：kz
3. ブラック★ロックシューター 2M MIX
作詞・作曲・編曲：ryo
4. I Wanna Be Your World
作詞・作曲・編曲：kz
5. こっち向いて Baby (instrumental)
6. Yellow (instrumental)

## 収録アルバム
- こっち向いて Baby
  - VOCALOID BEST from ニコニコ動画 (あか) (SOULTAG)
- Yellow
  - VOCALOID BEST from ニコニコ動画 (あお) (BinaryMixx Redords)
  - Re:Dial (TOY'S FACTORY) - 「Re:Dialed」として収録。